# Equulites moretoniensis
Equulites moretoniensis is een straalvinnige vissensoort uit de familie van ponyvissen (Leiognathidae). De wetenschappelijke naam van de soort is voor het eerst geldig gepubliceerd in 1912 door Ogilby.